# Neukloster
Neukloster (pronunciación en alemán: /nɔɪ̯ˈkloːstɐ/ⓘ) es un municipio situado en el distrito de Mecklemburgo Noroccidental, en el estado federado de Mecklemburgo-Pomerania Occidental (Alemania), a una altitud de 30 metros. Su población a finales de 2016 era de 3881 habs. y su densidad poblacional, 140 hab/km².

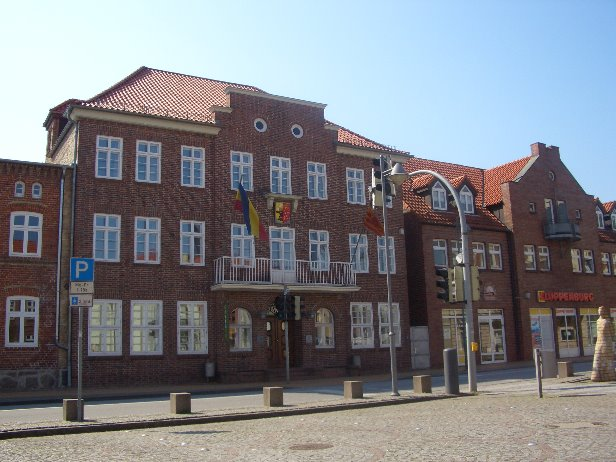
Ayuntamiento de Neukloster

Se encuentra ubicado cerca de las ciudades de Wismar, Lübeck y Schwerin, y junto al lago Neukloster, el cual recibe su nombre.

## Historia
La Paz de Westfalia de 1648 la concedió al Imperio sueco, que la mantuvo hasta su cesión en 1803 al Ducado de Mecklemburgo-Schwerin.